# Letni Puchar Interkontynentalny kobiet w skokach narciarskich
Letni Puchar Interkontynentalny kobiet w skokach narciarskich – zawody w skokach narciarskich organizowane przez Międzynarodową Federację Narciarską i Snowboardową (FIS). Cykl powstał w wyniku połączenia dwóch dotychczasowych rozgrywek - Letniego Pucharu Kontynentalnego kobiet oraz FIS Cupu kobiet. Pierwsza edycja z udziałem kobiet odbyła się w sezonie 2023.
Zajęcie minimum 15. miejsca w konkursie daje możliwość wystartowania w zawodach wyższych rangą od Letniego Pucharu Interkontynentalnego, czyli w Letnim Grand Prix. Aby wyniki zawodów były zaliczane do klasyfikacji generalnej, muszą wystartować zawodniczki z co najmniej sześciu krajów.
Zasady są w większości takie same jak w zawodach wyższej rangi. Aby dana zawodniczka mogła wziąć udział w zawodach musi posiadać aktywny kod FIS (FIS Code).
Pierwsze w historii zawody Letniego Pucharu Interkontynentalnego kobiet odbyły się 9 września 2023 roku w norweskim Oslo, na skoczni normalnej HS-106. W konkursie tym zwyciężyła Norweżka Ingvild Synnøve Midtskogen.

## Zwyciężczynie
| Edycja | Sezon | 1. miejsce       | 2. miejsce    | 3. miejsce                                   |
| ------ | ----- | ---------------- | ------------- | -------------------------------------------- |
| I      | 2023  | Annika Sieff     | Lara Malsiner | Joséphine Pagnier Ingvild Synnøve Midtskogen |
| II     | 2024  | Katharina Schmid | Sina Arnet    | Meghann Wadsak                               |